# Drephalys
Drephalys este un gen de fluturi din familia Hesperiidae, subfamilia Eudaminae.